# Hemelgarn Racing
Hemelgarn Racing foi uma equipe de corrida automobilísticas que competiu na CART entre 1985 e 1995 e na Indy Racing League, entre 1996 e 2009.
Em seus quadros, já correram Gordon Johncock, Scott Brayton, Arie Luyendyk, Davey Hamilton, Stan Fox, Lyn St. James, entre outros. Mas o piloto mais conhecido da equipe foi Buddy Lazier, que venceu as 500 Milhas de Indianápolis de 1996 e a temporada 2000 da IRL pela Hemelgarn.
Depois da saída de Lazier, em 2003 (voltaria no ano seguinte, apenas para correr as 500 Milhas de Indianápolis), o time entrou em crise, passando inclusive a figurar na parte inferior nas corridas da IRL a partir de então. Em 2008, o vencedor da Indy 500 de 1996 voltou a correr pela Hemelgarn, lutando para conseguiu uma vaga no grid das 500 Milhas, conseguindo o 32° lugar no grid no último instante. Na corrida, teve problemas na direção e terminou em 17°, a 5 voltas do vencedor, Scott Dixon. Lazier ainda tentou a classificação para a edição de 2009, porém foi eliminado.
Em abril de 2010, o jornalista Robin Miller confirmou que a Hemelgarn havia encerrado suas atividades.

## Pilotos que já passaram pela equipe
- Brian Bonner 1993
- Scott Brayton 1986-1989
- Jeff Bucknum 2006
- P.J. Chesson 2006
- Paul Dana 2005
- Stan Fox 1991-1995
- Spike Gehlhausen 1985

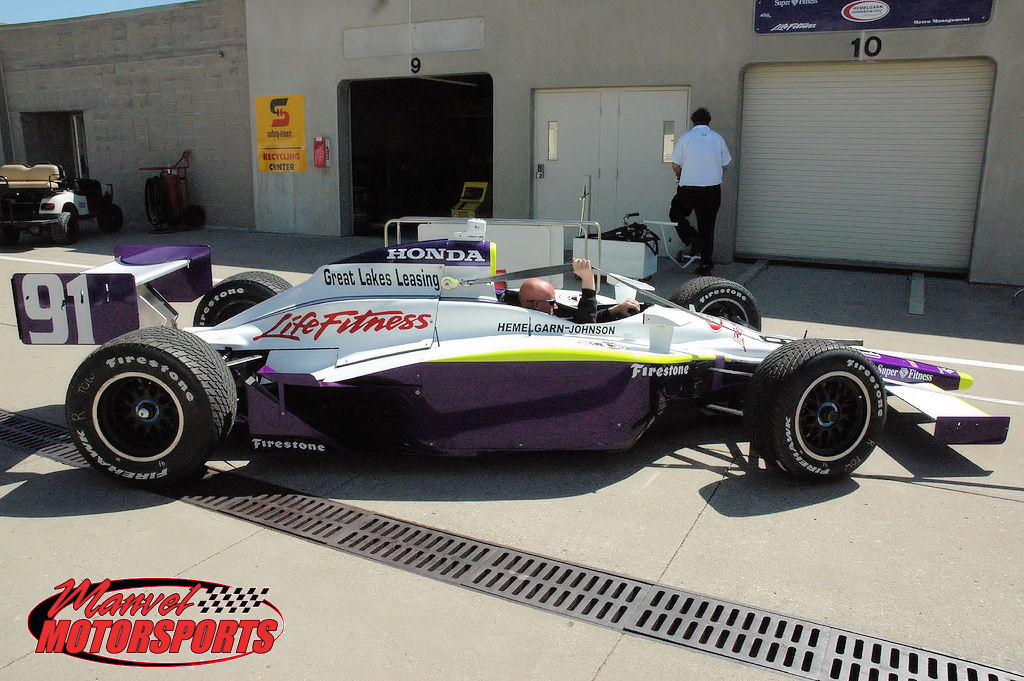
Carro da Hemelgarn Racing na IndyCar Series em 2008.

- Scott Goodyear 1989-1990
- Stéphan Gregoire 1996
- Davey Hamilton 1991; 1995
- Richie Hearn 2003, 2007
- Ludwig Heimrath 1988-1989
- Gordon Johncock 1988-1989; 1991-1992
- Ken Johnson 1988
- Jimmy Kite 2005
- Buddy Lazier 1990-2003
- Arie Luyendyk, Sr. 1987
- Enrique Mansilla 1985
- Chris Menninga 2001
- Brad Murphey 1996
- Tero Palmroth 1989
- Michael Roe 1985
- Dick Simon (sponsored car) 1978-1979
- Tom Sneva 1988-1989
- Lyn St. James 1997
- Didier Theys 1989
- Johnny Unser 1997-1999
- Robby Unser 1989
- Jacques Villeneuve (1986)
- Rich Vogler 1987
- Billy Vukovich, III 1989-1990
- Stan Wattles 2000-2001